# Bastian Pagez
Bastian Pagez var en fransk betjänt och musiker vid Maria Stuart hov. Han stod för delar av underhållningen då prins Jakob döptes vid Stirling Castle 1566. Då Mary levde i exil i England, fortsatte Bastian Pages och hans familj att arbeta i hennes tjänst. 1800-taleshistorikern Agnes Strickland jämförde hans roll med Master of the Revels.